# Vaisáli
Vaisáli (páli nyelven: Vészáli, angolul: Vaishali) történelmi város ÉK-Indiában, Bihár államban, Patnától közúton kb. 55 km-re északra. Buddhista zarándokhely. 
A Kr. e. 6. században Vaisáli virágzó város volt a Licshavi uralkodók alatt, akik a világ egyik első városköztársaságát hozták itt létre. A Kr. e. 3. századból egy jó állapotú kőoszlop áll Asóka idejéből. Az oszlop közelében egy Kr. e. 5. századi sztúpa romjai is láthatók. A folyamatban lévő ásatások számos más sztúpa alapját is feltárták, de az egykori város maradványainak nagy része még a föld alatt pihen. 
A hagyomány szerint itt született Mahavira, a dzsaina vallás egyik fő prófétája. Gautama Buddha itt mondta el utolsó beszédét. 
1996-ban a japán buddhisták templomot emeltek itt, és felépítették a Visva Sánti-sztúpát (Világbéke-sztúpa), újra bekapcsolva ezzel Vaisálit a buddhista zarándokkörútba. 

## Galéria

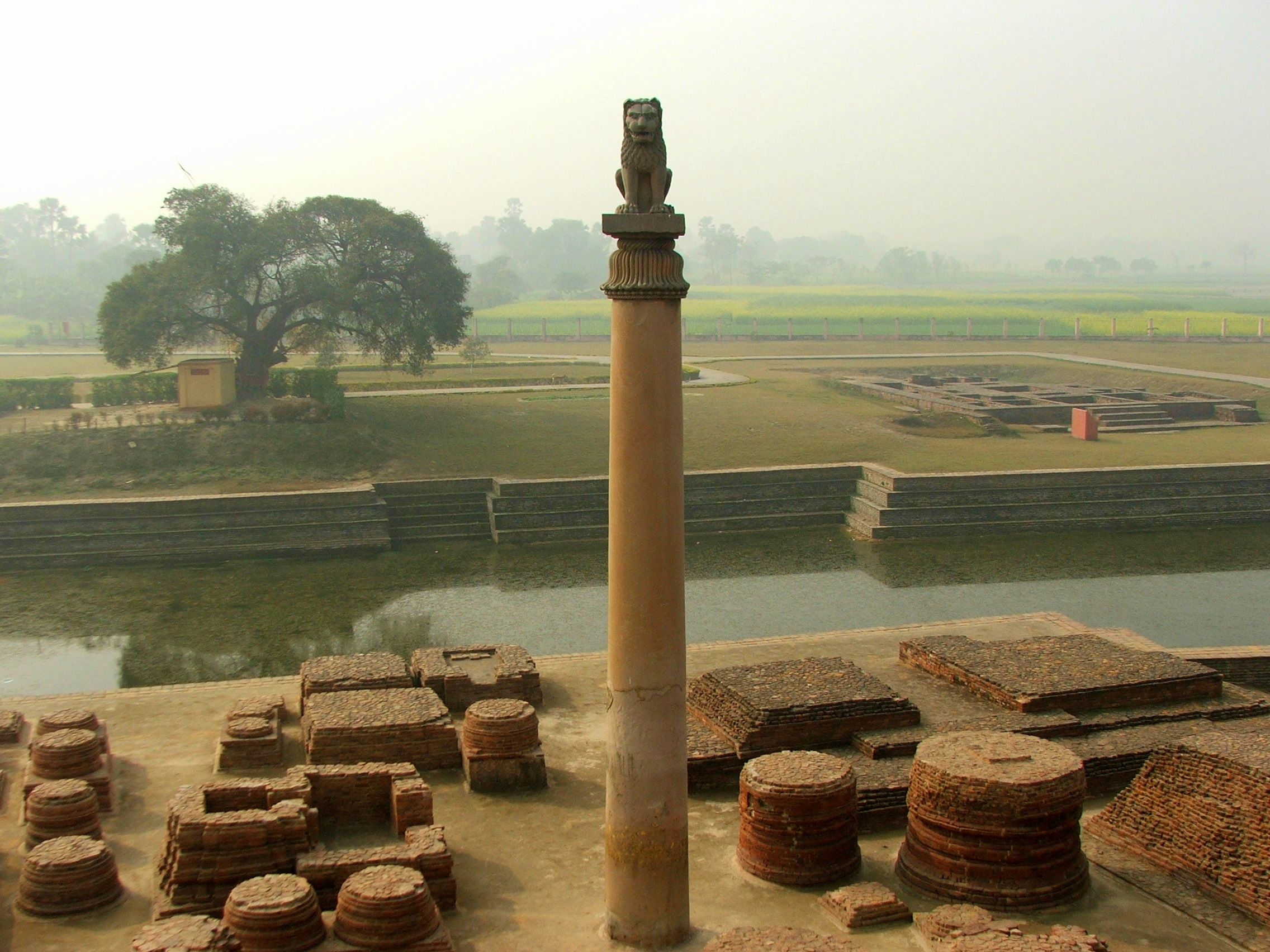
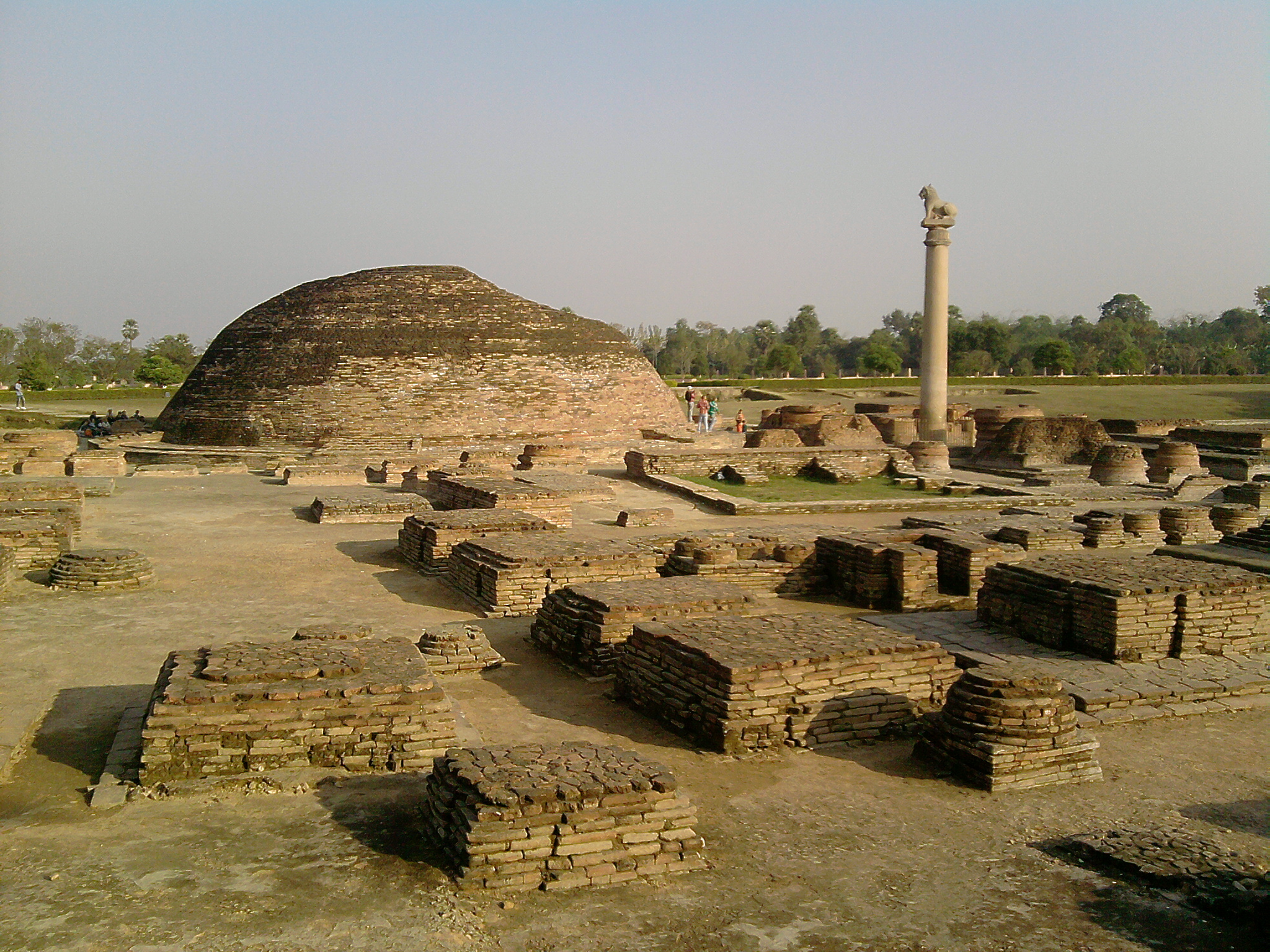
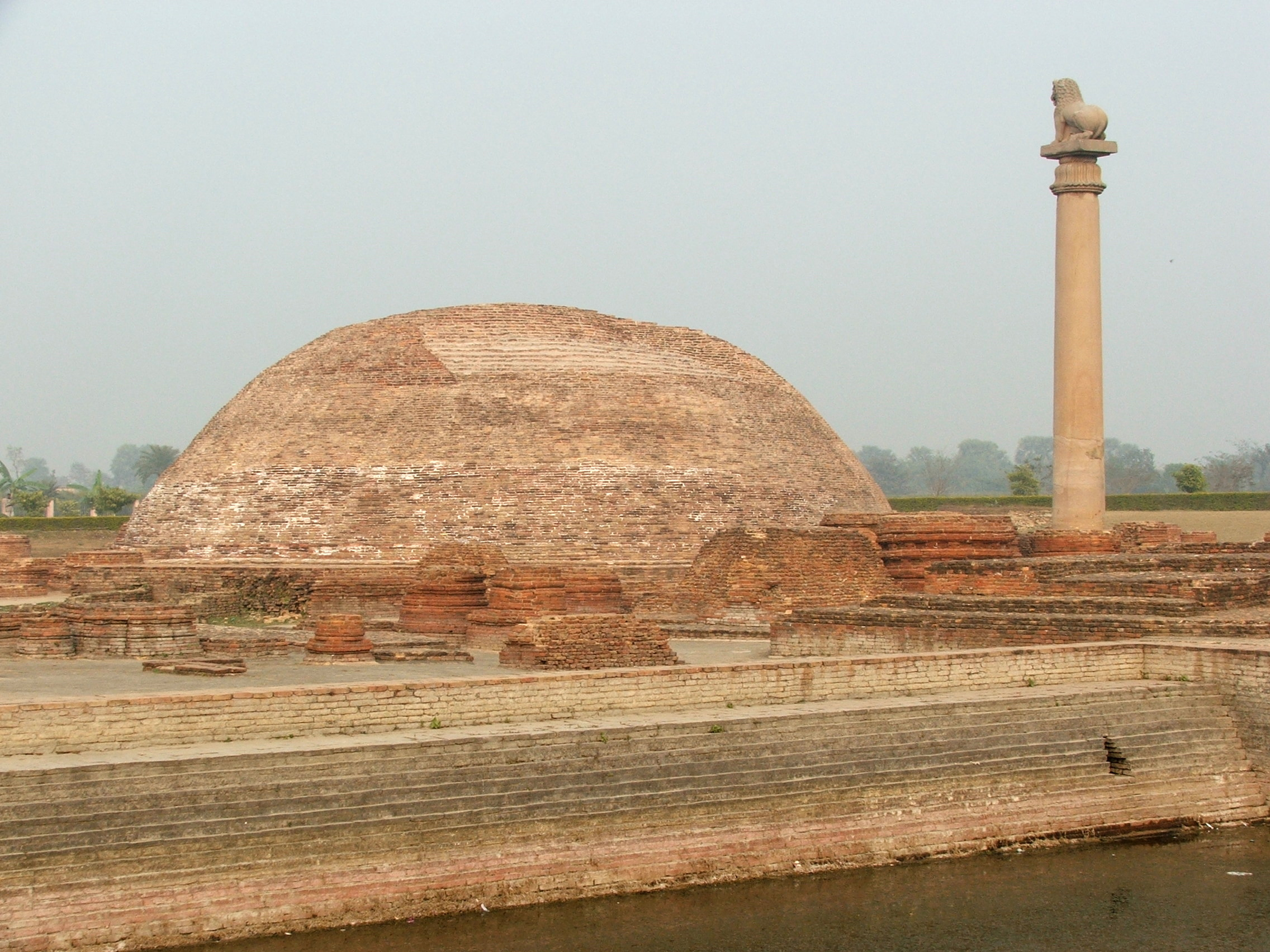
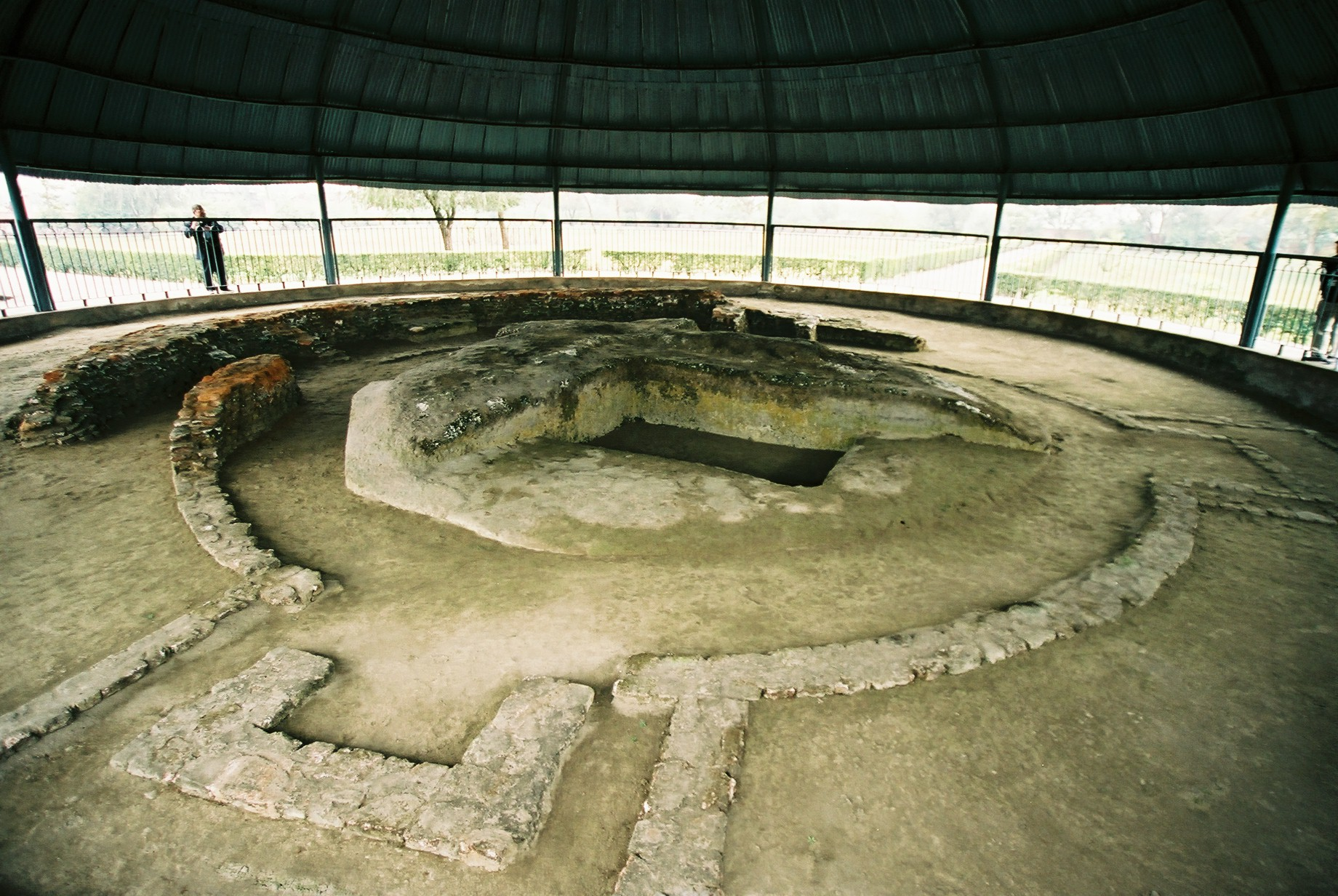
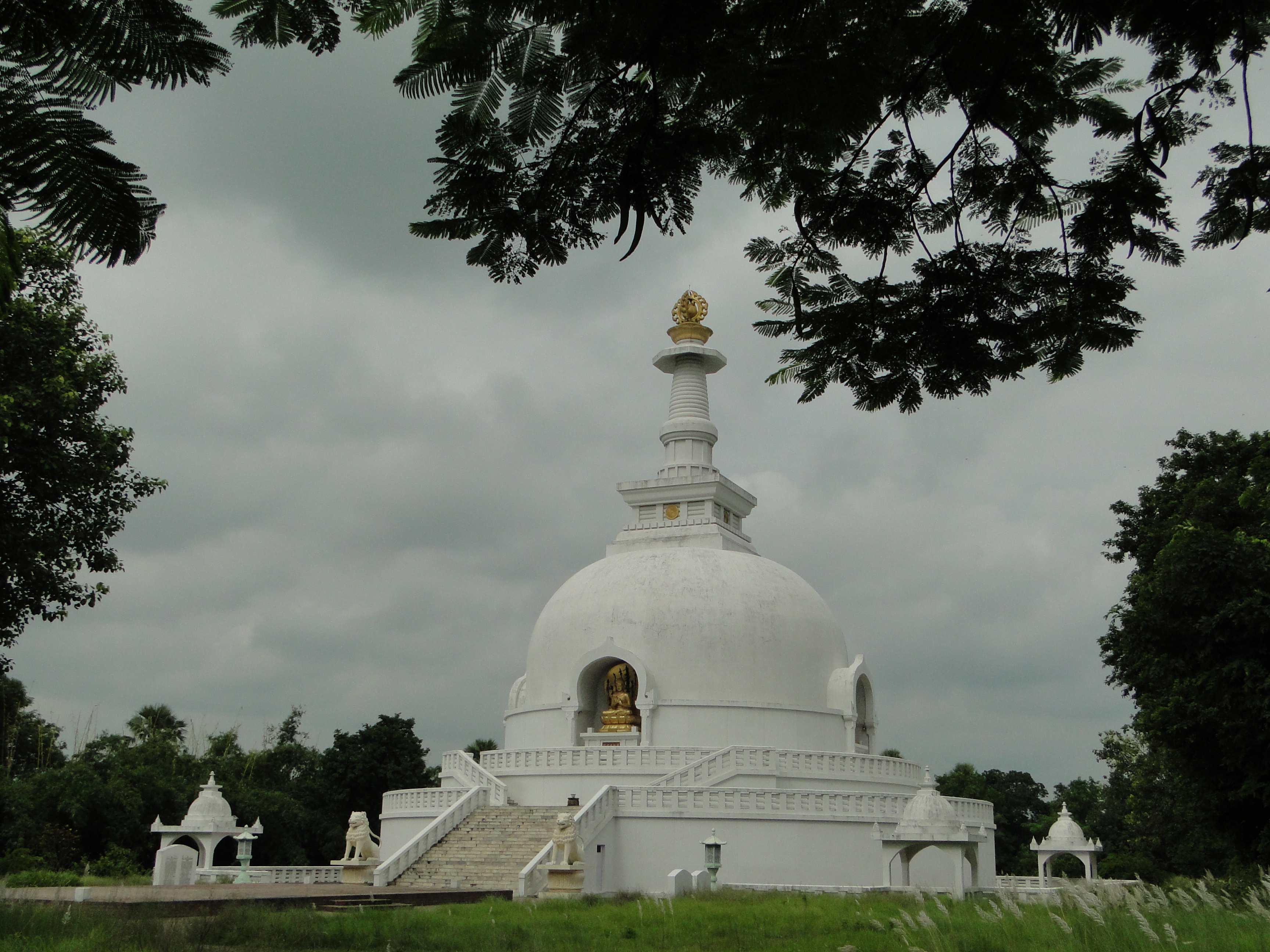

## Fordítás
Ez a szócikk részben vagy egészben  a   Vaishali (ancient city) című angol Wikipédia-szócikk fordításán alapul.  Az eredeti cikk szerkesztőit annak laptörténete sorolja fel. Ez a jelzés csupán a megfogalmazás eredetét és a szerzői jogokat jelzi, nem szolgál a cikkben szereplő információk forrásmegjelöléseként.